# Часи землемірів
«Часи землемірів» (латис. «Mērnieku laiki») — радянський художній фільм, знятий режисером Волдемаром Пуце за однойменним романом класиків латиської літератури Рейніс і Матіса Каудзіте в 1968 році. Латиський кіножурналіст Крістіна Матіса в 2005 році включила фільм в свою книгу «50 перлин латиської класики кіно».

## Сюжет
Часи аграрної реформи другої половини XIX століття в Російській імперії. У сусідні волості, що знаходяться у власності багатого поміщика, приїжджають землеміри. Їм належить заново встановити межі селянських наділів. Багатий орендар баронської землі Пратнієкс переконав своїх сусідів в необхідності задобрити приїхавших чиновників і дати їм хороший хабар. З його допомогою прийомні батьки дівчини, до якої він сватався, змогли відібрати землю бідняка Каспара — суперника Пратнієкса, який також залицявся красуні Лієне. Після розорення Каспара Пратнієкс мріє добитися від Лієне згоди стати його дружиною. Він не знає, що Лієне вже зробила свій вибір. Каспар, прийнятий через непорозуміння за афериста Грабовського, стає жертвою розбійників. Убита горем Лієне, проклята своєю матір'ю за відмову коритися волі батьків і вийти заміж за Пратнієкса, божеволіє і кінчає життя самогубством.

## У ролях
- Вія Артмане — Лієне
- Гунарс Цилінскіс — Каспар
- Ельза Радзиня — Олініете
- Едуардс Павулс — Пратнієкс
- Люція Баумане — Аннужа
- Карліс Себріс — Павулс
- Алфредс Яунушанс — Кенціс
- Артур Дімітерс — Фельдгаузен
- Харій Місіньш — Ранке
- Петеріс Цепурнієкс — Оліньш
- Харій Авенс — Бісарс
- Харій Лієпіньш — Шваукст
- Анта Клінтс — Ілзе
- Ліліта Берзіня — родичка
- Кирило Мартінсонс — Теніс
- Егонс Бесеріс — трактирник
- Герберт Айгарс — Грабовський
- Петеріс Петерсонс — Крустіньш
- Алфредс Саусне — Кеймурс
- Евалдс Валтерс — селянин

## Знімальна група
- Режисер — Волдемар Пуце
- Сценарист — Яніс Калниньш
- Оператор — Яніс Брієдіс
- Композитор — Маргер Заріньш
- Художник — Герберт Лікумс